# Prealps de la Savoia
Els Prealps de la Savoia (en francès Préalpes de Savoie) són una secció del sector dels Alps del nord-oest, segons la classificació SOIUSA, amb el seu punt més elevat a 3.257 msnm a l'Haute Cime dels Dents du Midi.

## Localització
A França, els Prealps de la Savoia s'ubique als departament de Savoia, de l'Alta Savoia i de l'Isère, i a Suïssa, al cantó del Valais.
Es troben a l'oest de la cadena principal alpina. Limiten a l'est amb els Alps de Graies dels quals estan separats pel Colle des Montets i de la Sella di Megève. Limiten al sud amb els Alps del Delfinat i els Prealps del Delfinat dels que estan separats pel riu Isère. Limiten al nord-est amb els Alps Bernesos i els Prealps suïssos dels quals estan separats pel riu Roine. Al nord-est van disminuint cap a la vall del Roine i cap al Llac Leman.

## Classificació i subdivisions

### SOIUSA
Segons la SOIUSA, els Alps de Graies se subdivideixen en les següents subseccions alpines (i aquestes en supergrups):
- Aiguilles Rouges
- Prealps del Giffre
- Prealps de Chablais
- Prealps de Bornes
- Prealps de Bauges
- Prealps de la Chartreuse